# Piave (navio)
O Piave foi a décima-quinta embarcação brasileira a ser atacada pelos submarinos do Eixo durante a Segunda Guerra Mundial. O ataque ocorreu em 28 de julho de 1942, a cerca de 100 milhas a leste de Barbados, nas Pequenas Antilhas, na mesma região onde fora afundado, horas antes, o mercante Barbacena, pelo mesmo submarino, o U-155.
Foi o primeiro (e o único) navio-tanque brasileiro afundado na guerra, acarretando na morte de uma pessoa, justamente o seu comandante, Renato Ferreira da Silva.

## O navio
Construído em 1912, nos estaleiros da Western Shipbuilding & Dry Dock Co. Ltd., em Port Arthur (Ontário), no Canadá, entrou em serviço no ano seguinte, sob o nome Hamiltonian, operado pela
Canadian Interlake Line, de Montreal, passando, pouco tempo depois, às mãos da Canada Steamship Lines Ltd, também de Montreal.
De dimensões modestas, possuía  2 347 toneladas de arqueação bruta; 79,3 metros de comprimento por 12,9 de largura e um calado de 7,1 metros. Possuía uma casco de aço e era movido a vapor com uma hélice, o que lhe garantia uma velocidade de 8 nós.
Em 1918, foi vendido ao Lloyd Nacional e renomeado Piave, com registro no Rio de Janeiro. Em 1923, é vendido à Companhia Unizo Combustíveis, de São Paulo, mas volta a ser de propriedade do Lloyd Nacional, já em 1927. No início de 1933, o navio foi encampado pelo governo, a fim de prestar serviço à Marinha do Brasil, mantendo o mesmo nome, sendo descomissionado, pouco tempo depois, a 26 de junho daquele ano, retornando às mãos de seu anterior proprietário.

## Afundamento
Na tarde do dia 28 de julho de 1942, o U-155, que afundara o Barbacena na madrugada daquele mesmo dia, cruzou o caminho do Piave, comandado pelo Capitão-de-Longo-Curso Renato Ferreira de Silva, que havia saído vazio de Belém do Pará com destino à refinaria de Capirito, na Venezuela, onde receberia uma carga de petróleo.
Eram 17:30 (22:30 pelo horário da Europa Central), quando o "u-boot" disparou o primeiro torpedo. Em seguida, subiu à superfície e disparou várias rajadas de metralhadoras contra a embarcação.
Após a tripulação abandonar o navio, em dois botes salva-vidas e em duas balsas, o U-155 aproximou-se e perguntou aos náufragos sobre o nome do navio, sua nacionalidade, procedência e o seu destino. Pouco depois, sucedeu-se um fato surpreendente e incomum daqueles tempos: depois do  interrogatório, o comandante do submarino entregou aos sobreviventes dez litros de água, três fatias de pão de centeio e uma garrafa de rum. Em seguida, o submarino partiu, para retornar cerca de 20 minutos depois com um tripulante, o foguista Carlos Rodrigues dos Santos, que havia sido recolhido da água pela tripulação do submarino.
Mais tarde, quando a água e os alimentos já estavam quase se esgotando, um dos barcos salva-vidas se separou do grupo e partiu em direção a Scarborough, na Ilha de Tobago, com a intenção de alcançar a costa de forma rápida e procurar ajuda para os outros sobreviventes. O capitão do navio, Renato Ferreira da Silva, foi a única vítima, tendo falecido ao ser atingido na cabeça por uma peça dos barcos salva-vidas durante os procedimentos de salvamento e abandono do navio.
Foi o terceiro navio brasileiro afundado pelo U-155, o qual era todo pintado de cinza-claro e, apesar do gesto humanitário por parte do seu comandante, contribuíra para a morte de oito pessoas, num total de 136 que, até então, já tinham morrido desde o início dos ataques aos navios brasileiros.

## Repercussão e consequências
No início de agosto, preocupado com a crescente insegurança no Mar do Caribe, o governo brasileiro, através do embaixador nos Estados Unidos, Carlos Martins, enviou de Washington ao presidente Vargas informações a respeito da possibilidade de os navios brasileiros passarem a navegar escoltados nessa região por navios norte-americanos.
Conversações tiveram início, no sentido de organizar comboios entre Trinidad e Tobago e o portos brasileiros nas duas direções, porém, não a tempo de evitar os ataques que se sucederiam no decorrer daquele mês, já dentro das águas brasileiras, tendo como alvo a navagação de cabotagem.